# 工藤虎豊
工藤 虎豊（くどう とらとよ、延徳2年（1490年） - 天文6年（1537年）頃？　天文元年没とも）は、室町時代の武将。官位は下総守。

## 略歴
1490年（延徳2年）、武田氏家臣・工藤祐包（すけかね）の子として生まれる。1507年（永正4年）、甲斐武田氏当主武田信縄が病死すると嫡子信直（後の信虎）と叔父油川信恵との間で家督争いが起き、虎豊は小山田弥太郎と共に油川方に与した。
1508年（永正5年）、信虎が信恵を討ち取ると降伏して帰参を許されている。以降信虎に仕え、その一字を賜り虎豊を名乗る。1536年（天文5年）、駿河で今川氏親が病死し、嫡子栴岳承芳（後の今川義元）と庶子玄広恵探との間で家督争い（花倉の乱）が起き、敗れた玄広恵探方の者が信虎を頼って甲斐に逃れてきた際に信虎は全員に切腹を命じたため、虎豊は強く諌めたところ、勘気に触れて殺されたという（諸説あり）。
虎豊の死後、嫡子昌祐は一族を率いて甲斐から脱して一時工藤家は断絶。次子祐長（後の内藤昌豊）が甲斐に戻るまで諸国を流浪したという。

## 系譜
- 父:工藤祐包
- 母:名前不詳
- 室:名前不詳
  - 子:工藤昌祐
  - 子:内藤昌豊（昌秀とも）